# The Front Runner
The Front Runner är en amerikansk politisk dramafilm, baserad på Matt Bais bok All the Truth Is Out: The Week Politics Went Tabloid från 2014, som hade biopremiär i USA den 6 november 2018 (begränsad release). Filmen är regisserad av Jason Reitman, från ett manus skrivet av honom själv, Matt Bai och Jay Carson. I huvudrollerna syns Hugh Jackman, Vera Farmiga, J.K. Simmons och Alfred Molina.

## Handling
Filmens handling utspelar sig under år 1988, och kretsar kring den demokratiska politikern och före detta senatorn Gary Hart, som inför kandidatvalet till att bli USA:s president tvingas avbryta sin valkampanj sedan det framkommit att han har haft en utomäktenskaplig kärleksaffär med fotomodellen Donna Rice.

## Rollista

### Hart-kampanjen
| Hugh Jackman   | – Gary Hart     |
| Vera Farmiga   | – Lee Hart      |
| J.K. Simmons   | – Bill Dixon    |
| Mark O'Brien   | – Billy Shore   |
| Molly Ephraim  | – Irene Kelly   |
| Chris Coy      | – Kevin Sweeney |
| Alex Karpovsky | – Mike Stratton |
| Josh Brener    | – Doug Wilson   |
| Tommy Dewey    | – John Emerson  |
| Kaitlyn Dever  | – Andrea Hart   |
| Oliver Cooper  | – Joe Trippi    |
| Jenna Kanell   | – Ginny Terzano |

### Washington Post
| Alfred Molina      | – Ben Bradlee  |
| Mamoudou Athie     | – A.J. Parker  |
| Ari Graynor        | – Ann Devroy   |
| John Bedford Lloyd | – David Broder |
| Spencer Garrett    | – Bob Woodward |

### Miami Herald
| Steve Zissis | – Tom Fiedler    |
| Bill Burr    | – Pete Murphy    |
| Kevin Pollak | – Bob Martindale |
| Mike Judge   | – Jim Dunn       |

### Miami
| Sara Paxton | – Donna Rice       |
| Toby Huss   | – Billy Broadhurst |

### Resande press
| Jennifer Landon | – Ann McDaniel |